# Robert Förster
Robert Förster (Markkleeberg, 27 gennaio 1978) è un ex ciclista su strada tedesco, velocista, professionista dal 2001 al 2015.

## Carriera
Passa professionista nel 2001 nel piccolo team tedesco Nürnberger e già al primo anno ottiene sei vittorie in corse sia dentro che fuori Germania. Nel 2002 ottiene due vittorie ma viene notato dalla Gerolsteiner, che decide così di ingaggiarlo a partire dalla stagione 2003. Con la nuova squadra ha finalmente l'opportunità di confrontarsi con i migliori velocisti in circolazione e nel mese di maggio prende parte per la prima volta anche al Giro d'Italia, dove dopo aver ottenuto qualche piazzamento si ritira. Förster chiude la stagione con due vittorie e alcuni piazzamenti in tappe al Tour de Suisse, al Tour de Romandie e al Giro di Danimarca.
Il 2004 gli regala una vittoria e qualche piazzamento e per la prima volta riesce a portare a termine il Giro d'Italia. Nel 2005 ancora una vittoria, il secondo posto nel campionato nazionale tedesco dietro all'emergente Gerald Ciolek e alcuni piazzamenti sia al Giro d'Italia che al Tour de France (prima partecipazione per lui in quest'ultima), corse che riesce entrambe a concludere.
Il 2006 è senza dubbio il suo anno migliore tra quelli finora disputati: vince 6 corse tra cui l'ultima tappa con arrivo a Milano al Giro d'Italia e la 15ª tappa della Vuelta a España (sua prima partecipazione) con arrivo ad Almussafes, oltre a diversi buoni piazzamenti e numerose altre vittorie. Nel 2007 colleziona altri successi importanti come la 5ª tappa del Giro d'Italia a Frascati e la 1ª del Giro di Germania.

## Palmarès
- 1998 (Dilettanti)

3ª tappa, 2ª semitappa Vuelta a Guatemala (Jalapa > Jalapa)
- 1999 (Dilettanti)

2ª tappa Oberösterreich Rundfahrt
- 2000 (Dilettanti)

3ª tappa Giro del Capo
- 2001 (Team Nürnberger, sei vittorie)

2ª tappa Giro di Cuba (Guantánamo > Santiago de Cuba)
3ª tappa Giro del Capo (Durbanville > Durbanville)
4ª tappa Troféu Joaquim Agostinho (Lisbona > Lisbona)
1ª tappa Sachsen-Tour International (Weisswasser > Lipsia)
3ª tappa Sachsen-Tour International (Annaberg > Dübeln)
4ª tappa, 1ª semitappa Hessen-Rundfahrt (Borken > Herborn)
- 2002 (Team Nürnberger, due vittorie)

6ª tappa Circuito Montañés (El Astillero > El Astillero)
3ª tappa Sachsen-Tour International (Auerbach > Meissen)
- 2003 (Gerolsteiner, due vittorie)

Münsterland Giro
1ª tappa Rheinland-Pfalz-Rundfahrt (Ludwigshafen > Simmern)
- 2004 (Gerolsteiner, una vittoria)

Münsterland Giro
- 2005 (Gerolsteiner, una vittoria)

4ª tappa Giro della Bassa Sassonia (Herzberg > Göttingen)
- 2006 (Gerolsteiner, sei vittorie)

1ª tappa Circuit de la Sarthe (Mouilleron Le Captif > Saint Mars La Jaille)
3ª tappa Giro di Danimarca (Kolding > Odense)
6ª tappa Giro di Danimarca (Gilleleje > Frederiksberg)
21ª tappa Giro d'Italia (Museo del Ghisallo > Milano)
5ª tappa Ster Elektrotoer (Sittard-Geleen > Eindhoven)
15ª tappa Vuelta a España (Motilla del Palancar > Ford factory (Almussafes))
- 2007 (Gerolsteiner, quattro vittorie)

4ª tappa Settimana Internazionale di Coppi e Bartali (Carpi > Finale Emilia)
3ª tappa Giro d'Italia (Barumini > Cagliari)
5ª tappa Giro d'Italia (Teano > Frascati)
4ª tappa Giro di Germania (Saarbrücken > Saarbrücken)
- 2008 (Gerolsteiner, quattro vittorie)

1ª tappa Volta ao Algarve (Albufeira > Faro)
3ª tappa Volta ao Algarve (Vila Real de Santo António > Loulé)
Veenendaal-Veenendaal
7ª tappa Giro di Polonia (Rabki > Cracovia)
- 2009 (Milram, una vittoria)

7ª tappa Giro di Turchia (Finike > Antalya)
- 2011 (UnitedHealthcare Pro Cycling Team, tre vittorie)

8ª tappa Tour de Langkawi (Kuala Pilah > Jasin)
2ª tappa, 1ª semitappa Vuelta a Asturias (Gijon > Aviles)
4ª tappa Tour of Qinghai Lake (Bird Island > Xihaizhen)
- 2013 (UnitedHealthcare Pro Cycling Team, una vittoria)

6ª tappa Tour of Qinghai Lake (Xihaizhen > Qilian)

### Altri successi
- 2000 (Dilettanti)

Classifica sprint Internationale Thüringen-Rundfart
Classifica sprint Course de la Paix
Criterium di Gladbeck
- 2005 (Gerolsteiner)

Classifica sprint Giro di Polonia
Criterium di Neuss
Criterium di Stolberg-Gressenich
Criterium di Dessau
- 2006 (Gerolsteiner)

City Night Hamm
- 2007 (Gerolsteiner)

Classifica a punti Circuit de la Sarthe
König Pilsener - BSR Night
- 2008 (Gerolsteiner)

Classifica a punti Volta ao Algarve
- 2011 (UnitedHealthcare Pro Cycling Team)

Base camp international
3ª tappa North Star GP (Cannon Falls > Cannon Falls)
4ª tappa North Star GP (Minnealpolis > Minnealpolis)
- 2012 (UnitedHealthcare Pro Cycling Team)

CSC Invitational, Clarendon Cup
- 2015 (UnitedHealthcare Pro Cycling Team)

Neuseen Classics

## Piazzamenti

### Grandi Giri
- Giro d'Italia

2003: fuori tempo massimo (18ª tappa)
2004: 116º
2005: 137º
2006: 139º
2007: non partito (12ª tappa)
2008: non partito (14ª tappa)
2009: 162º
2010: 96º
- Tour de France

2005: 151º
2007: 135º
2008: 113º
- Vuelta a España

2006: 130º
2010: 137º

### Classiche monumento
- Milano-Sanremo

2014: 57º
- Giro delle Fiandre

2004: ritirato
2005: ritirato
- Parigi-Roubaix

2003: ritirato
2004: ritirato
2014: 138º
2015: ritirato

### Competizioni europee
- Campionati europei

Kielce 2000 - In linea Under-23: 109°